# 基蒂卡拉拉冰川
基蒂卡拉拉冰川（英語：Kitticarrara Glacier），是南極洲的冰川，位於維多利亞地的斯科特海岸，最終注入費拉爾冰川，由英國探險隊發現，現時由南極條約體系管理。